# Explosió combinatòria

Si es fan servir línies separades de comunicació, per quatre organitzacions calen sis canals

Una explosió combinatòria, en administració i computació, és l'augment ràpidament accelerat de línies de comunicació a mesura que més organitzacions s'afegeixen en un procés. Casualment descrit com exponencial de fet només és estrictament polinòmic.

Si es fa servir un intermediari, només cal un canal per organització

Si dues organitzacions necessiten comunicar-se sobre un tema particular, pot ser més fàcil comunicar-se directament només cal un únic canal de comunicació. Tanmateix, si s'afegeix una tercera organització, calen tres canals separats. Afegint-ne una quarta exigeix sis canals; cinc, deu; sis, quinze; etc.
En general, continuant així, això porta a {\displaystyle l={\frac {n(n-1)}{2}}} línies de comunicació cobreix per n organitzacions.
L'enfocament alternatiu és adonar-se que aquesta comunicació cal que sigui un a un, i produir un camí genèric o intermedi de traspàs d'informació. El desavantatge és que això exigeix més treball per al primer parell.